# 个人知识管理
个人知识管理（英语：Personal Knowledge Management，简称PKM）是指个人对知识的搜集、分类、存储、索引等一系列过程。通过这个过程实现对个人行动更好的指引。个人知识管理反映了知识工作者对于个人学习和成长的诉求，属于信息学、知识管理的范畴。
搜索引擎出现之后，知识的本体记忆变得不那么重要，而快速搜集资料并内化学习的能力越来越成为学习者的重要技能，这种技能就属于个人知识管理（PKM）。
与之容易混淆的概念有个人信息管理（英语：Personal Information Management，简称PIM），后者还包括日程、邮件、通讯录、闹钟、通知等信息。